# Avenue du Barbeau
Pour les articles homonymes, voir Barbeau.
L'avenue du Barbeau (en néerlandais: Barbeellaan) est une voie bruxelloise de la commune d'Auderghem parallèle à la rue des Pêcheries qui relie l'avenue du Gardon à l'avenue de la Tanche sur une longueur de 120 mètres. La numérotation des habitations va de 1 à 29 pour le côté impair et de 2 à 28 pour le côté pair.

## Historique et description
Au XVIIe siècle, ces terrains (le Kasteelveld) appartenaient au chevalier Corneille de Man. Son château de Watermael était situé en contrebas de l' avenue du Barbeau, à peu près à la hauteur de l’actuelle rue des Pêcheries.
Cinq avenues furent tracées sur le Kasteelveld, selon décision du 6 juillet 1928. Le 13 juillet 1928, les noms pressentis pour les rues étaient : 
- avenue du Kasteelveld,
- avenue de Montgen,
- avenue de Beaulieu,
- avenue de Terlinden et
- avenue de Cordeboeuf.

Le 15 mai 1937, le collège leur choisit cependant le nom d'Avenue du Barbeau.

### Origine du nom
Elle porte le nom du barbeau, un  poisson de la famille des cyprinidés (famille des carpes) en l’honneur de l’étang de pêche situé plus bas.

## Situation et accès
| ___ | Ce site est desservi par la station de métro : Beaulieu. |

## Inventaire régional des biens remarquables
- Premier permis de bâtir délivré le 20 juin 1947 pour le no 29.

## Galerie

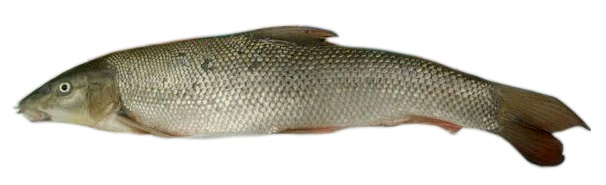
Poisson - barbeau